# Kwadratnik długonogi
Kwadratnik długonogi – gatunek pająka z rodziny kwadratnikowatych i podrodziny Tetragnathinae.